# Свій хрест
Свій хрест (рос. Свой крест) — радянський художній фільм 1989 року, знятий кіностудією «Глобус».

## Сюжет
Молодий історик Сергій Троїцький вибрав темою для дисертації історію царської охорони і починає займатися пошуком таємних агентів або їх родичів, які ще залишилися в живих. Пошуки приводять його в даний час, що викликає невдоволення дуже впливових людей. Але у кожного свій хрест. Герой, незважаючи на сильний тиск з усіх боків, мужньо йде напролом і в кінцевому підсумку знаходить несподівану смерть. Але історія на цьому не закінчується. Дослідження Сергія тепер стають хрестом його дружини Ольги…

## У ролях
- Віктор Раков — Сергій Троїцький
- Олена Яковлєва — Ольга, дружина Сергія
- Олена Амінова — Дарина Мамедівна
- Анна Баженова — Іра
- Ігор Бочкін — Гена Климук
- Віктор Гоголєв — Євген Олексійович Кошельков
- Анатолій Грачов — Валера Васін, художник
- Олександр Кузьмічов — епізод
- Марія Пастухова — мати Сергія
- Галина Петрова — жінка зі сну
- Андрій Ростоцький — Микола II
- Любов Руденко — Марія Климук
- Людмила Селянська — епізод
- Марія Селянська — епізод
- Олена Скороходова — Зика Васіна
- Дарина Фекленко — Олена
- Світлана Харитонова — тітка Паша
- Андрій Харибін — Володимир Ілліч Ленін
- Олег Вавилов — чоловік в купе
- Сергій Савінов — Колька
- Анатолій Котеньов — Федір
- Олена Кузьміна — сестра Сергія
- Всеволод Абдулов — Едуард Миколайович Кисловський/батько Едуарда Кисловського
- Людмила Іванілова — Луїза, дружини Федора
- Олександр Боровиков — Пантелей, онук Кошелькова
- Анна Фроловцева — епізод
- Юрій Дружинін — епізод
- Сергій Галкін — епізод

## Знімальна група
- Режисер — Валерій Лонськой
- Сценаристи — Володимир Железников, Валерій Лонськой, Ольга Трифонова
- Оператор — Юрій Невський
- Композитор — Микола Каретников
- Художник — Ольга Кравченя
- Продюсер — Михайло Литвак